# Арангис, Чарлес
Ча́рлес Мариа́но Ара́нгис Сандова́ль (исп. Charles Mariano Aránguiz Sandoval; род. 17 апреля 1989[…], Пуэнте-Альто) — чилийский футболист, полузащитник клуба «Универсидад де Чили», игрок национальной сборной Чили. Лучший футболист Чили 2012 года.

## Биография
Чарлес Арангис является воспитанником школ «Универсидад де Чили» и «Кобрелоа», куда попал в возрасте 13 лет. В последнем клубе он и дебютировал на профессиональном уровне в 2006 году в матче чемпионата Чили против «Кобресаля». В следующем году он выступал за эту команду на правах аренды, после чего вернулся в «Кобрелоа». Проведя за эту команду в сумме 97 матчей и забив 11 голов, в 2009 году Арангис перешёл в другой столичный клуб, «Коло-Коло», где впервые стал чемпионом Чили (Клаусура 2009). В этом турнире Арангис стал одним из лидеров команды, наряду с такими игроками, как Хосе Мануэль Рей, Эстебан Паредес, Эсекьель Миральес и другими.
В июне 2010 года Арангис подписал контракт с аргентинским «Кильмесом», который возглавил Уго Токальи, под началом которого Чарлес выступал в «Коло-Коло». В Аргентине Арангис провёл несколько удачных матчей, но в целом команда выступала не очень удачно.
18 января 2011 года Арангис перешёл в «Универсидад де Чили» по инициативе Хорхе Сампаоли. В составе «синих» Арангис трижды становился чемпионом Чили в 2011 и 2012 годах.
Во второй половине 2011 года Чарлес стал одним из лидеров своей команды в розыгрыше Южноамериканского кубка, закончившемся триумфом чилийцев. Это была первая победа «Универсидад де Чили» в международных турнирах под эгидой КОНМЕБОЛ. Сам Арангис был признан лучшим игроком в одном из финальных матчей против ЛДУ Кито. В 2012 году Арангис был признан лучшим игроком Чили, а также попал в символическую сборную Южной Америки. С января 2014 года выступает за бразильский «Интернасьонал».
Чарлес Арангис обладает хорошей выносливостью на поле, а также выделяется владением мячом. Эти качества проявились ещё на юношеском уровне — ещё в 2006 году Арангис был вызван в молодёжную сборную Чили (до 20 лет) вместе с Алексисом Санчесом. Однако выдержать конкуренцию с более взрослыми партнёрами он не смог и поэтому ещё несколько лет выступал за юношеские сборные Чили. Принимал участие в таких турнирах, как Молочный кубок, Турнир в Тулоне и других. В 2009 году выступал на чемпионате Южной Америки для молодёжных сборных, где отметился забитым голом со штрафного удара. С 2010 года выступает за основную сборную Чили.
13 августа 2015 года перешёл в «Байер 04» за 15 миллионов евро. Контракт подписан до 2020 года.

## Титулы и достижения
Коло-Коло
- Чемпион Чили: Кл. 2009

Универсиада де Чили
- Чемпион Чили: Ап. 2011, Кл. 2011, Ап. 2012
- Обладатель Южноамериканского кубка (1): 2011

 Чили
- Победитель Кубка Америки: 2015, 2016

## Личные достижения
- Лучший игрок финала Южноамериканского кубка 2011
- Футболист года в Чили (1): 2012
- Участник символической сборной чемпионата Чили (2): 2011, 2012
- Участник символической сборной Южной Америки (1): 2012